# 贺惯
贺惯（1993年1月25日—），是一名中国足球运动员，现由中国足球超级联赛球队上海海港外借至武汉三镇足球俱乐部。

## 俱乐部生涯
2011年，贺惯入选上海中邦参加2011年中国足球乙级联赛。2012年底，他回到刚刚升级到中国足球超级联赛的上海东亚，进入球队预备队名单。2014赛季，他进入一线队，并在2014年7月16日2014年中国足协杯第四轮上海东亚对阵业余球队武汉宏兴的比赛首发出场，首次代表球队在正式比赛亮相。2015年3月7日，他在2015赛季中超联赛首轮首发登场，上演中超联赛首秀，并帮助上海上港2比1击败江苏国信舜天。